# ماتياس كابوريك
ماتياس كابوريك (بالألمانية: Matthias Kaburek)‏ (9 فبراير 1911 – 17 فبراير 1976) لاعب كرة قدم نمساوي راحل كان يجيد اللعب في خط الهجوم .
لعب طوال مسيرته الرياضية في أندية فيينا (1927-1928) رابيد فيينا (1928-1936) ميتز (1936-1937) باسين دي لونغفي (1937-1938) رابيد فيينا (1938-1945).
مثل منتخب النمسا في 4 مباريات مسجلا هدفين (1934-1935) كما مثل منتخب ألمانيا في مباراة واحدة (1939). شارك مع منتخب النمسا في بطولة كأس العالم 1934 في إيطاليا حيث احتل المركز الرابع.
تولى تدريب نادي برنو (1947).

## وصلات خارجية
- ماتياس كابوريك على موقع الاتحاد الدولي (مؤرشف)  (الإنجليزية)
- ماتياس كابوريك على موقع قاعدة بيانات كرة القدم.إي يو (الإنجليزية)
- ماتياس كابوريك على موقع ناشيونال فوتبول تيمز (الإنجليزية)
- ماتياس كابوريك على موقع Soccerway.com (الإنجليزية)
- ماتياس كابوريك على موقع عالم كرة القدم.نت (الإنجليزية)
- سيرة ذاتية